# Martín Gutiérrez (Jesuit)
Martín Gutiérrez SJ (* 1524 in Almodóvar del Campo; † 1573 in Cardeilhac, Frankreich) war ein spanischer Jesuit, Arzt und Prediger. Als Rektor verschiedener Jesuitenkollegien, wie Plasencia, Valladolid und Salamanca, war er ein Unterstützer der Karmelitin und Mystikerin Teresa von Ávila.

## Leben
In der Heimat von Juan de Ávila geboren, galt er als einer der berühmtesten Jesuiten seiner Zeit. Er studierte Philosophie und Medizin, bevor er in Alcalá de Henares in die Gesellschaft Jesu eintrat und promovierte. Danach praktizierte er als Arzt in San Martín de la Vega. Unter dem Eindruck der ignatianischen Exerzitien kehrte er nach Alcalá de Henares zurück, wo er 1550 von Francisco Villanueva aufgenommen wurde. Nach einer schweren Krankheit wurde er nach Salamanca versetzt, wo er unter der Leitung des Lehrers Pedro de Sotomayor mit dem Studium der Theologie begann. Von 1557 bis 1562 leitete er das Jesuitenkolleg in Plasencia. Er war an dem Inquisitionsprozess beteiligt, der gegen den Erzbischof von Toledo Bartolomé de Carranza geführt wurde. Später wurde Martín Gutiérrez Leiter des Jesuitenkollegs in Valladolid (1562–1565) sowie des in Salamanca (ab 1568) und stellte den Kontakt zu Teresa von Ávila her, der er die Gründung eines Karmelitenklosters in Alba de Tormes ermöglichte: „Ich schrieb an den Rektor der Gesellschaft Jesu von Salamanca“, schreibt Teresa im Buch der Gründungen, „und er sagte mir, dass sehr gut sein würde, wenn dort eines dieser Klöster entstehen würde, und gab mir Gründe dafür.“

## Wirken
Martín Gutiérrez zeichnete sich nicht nur als Verwaltungsmensch, sondern auch als Prediger aus, der viele Berufungen für die Gesellschaft Jesu insbesondere im Universitätsbereich weckte. In Valladolid führte er den Brauch ein, in der Universitätskapelle zu predigen und auch geistliche Vorträge für Gymnasiasten zu halten, die zu jenen Lehraufgaben gehörten, welche die Universität den Jesuiten von Valladolid überlassen hatte. Er predigte ebenfalls vor den Beamten der Königlichen Kanzlei von Valladolid und institutionalisierte die Gespräche im Innenhof des Hofes während der großen Fastenzeit.
Auf dem Weg nach Rom zur dritten Generalkongregation der Gesellschaft Jesu wurden er und seine beiden Begleiter von südfranzösischen Hugenotten gefangen genommen und in einem Turm festgehalten; dort starb Gutiérrez. Sein Leichnam wurde 1603 nach Valladolid gebracht und in der Jesuitenkirche beigesetzt.